# Bouchea linifolia
Bouchea linifolia är en verbenaväxtart som beskrevs av Asa Gray. Bouchea linifolia ingår i släktet Bouchea och familjen verbenaväxter. Inga underarter finns listade i Catalogue of Life.